# Guilt
«Guilt» — третий сингл английского дабстепового дуэта Nero, записанный при участии приглашённой вокалистки Аланы Уотсон. Релиз состоялся в формате цифровой дистрибуции 24 апреля 2011 года через лейбл группы Chase & Status MTA Records. Песня вошла в трек-лист дебютного альбома Nero — Welcome Reality.

## Реакция критики
Песня получила положительный приём. Так, Льюис Корнер из Digital Spy оценил песню на «5 звёзд». Зейн Лоу упомянул песню в своём блоге Hottest Record, описав её как «Эпический дабстеповый блокбастер».

## Список композиций
| №  | Название                      | Длительность |
| -- | ----------------------------- | ------------ |
| 1. | «Guilt» (Radio Edit)          | 2:56         |
| 2. | «Guilt» (Original Mix)        | 4:42         |
| 3. | «Guilt» (Culture Shock Remix) | 4:50         |
| 4. | «Innocence» (Feed Me Remix)   | 6:30         |
| 5. | «Guilt» (Nero VIP mix)        | 4:54         |

## Музыкальное видео
Видео было выложено на Youtube 25 марта 2011 года, и на май 2011 года количество просмотров превысило 1000000 раз.

## Чарты
| Чарт (2011)                     | Наивысшее место |
| ------------------------------- | --------------- |
| Шотландия (OCC Scotland)        | 11              |
| Великобритания (OCC UK Dance)   | 4               |
| Великобритания (OCC UK Indie)   | 2               |
| Великобритания (OCC UK Singles) | 8               |